# 반가사유상 (드라마)
《반가사유상》은 MBC에서 1998년 5월 8일에 방영된 베스트극장으로, IMF로 몰락한 한 중소기업 사장이 남자 누드모델이 돼가는 과정을 그렸다. 경제난으로 미술대학에서 누드모델을 구하기 쉬워졌으며 누드모델 지망새 중에는 유부녀 뿐만 아니라 실직한 중년남자도 많다는 언론보도가 모티브가 됐다.
한편, 과대한 연출을 의도적으로 배제하여 군더더기 없는 감정의 절제다 돋보인다는 평을 받았다.

## 줄거리
경영하던 기업이 망한 후 일자리를 찾아 헤매던 K씨는 남 앞에서 옷벗는 것을 싫어하고 혐오하는 성격인데 우연히 취직한 곳이 미술대학의 누드모델이다.

## 등장 인물
- 박인환
- 한진희
- 김세아
- 박정수
- 이미숙
- 조현철
- 김경란
- 박용수
- 박현숙
- 이영호
- 김진경
- 최용민
- 이희도
- 주진모
- 이성용
- 오장석
- 안광성
- 최종원
- 장칠군
- 박종설